# Gelanor zonatus
Gelanor zonatus là một loài nhện trong họ Mimetidae.
Loài này thuộc chi Gelanor. Gelanor zonatus được miêu tả năm 1845 bởi C. L. Koch.